# Elizabeth Meriwether
Elizabeth "Liz" Hughes Meriwether, född 11 oktober 1981 i Miami, Florida, är en amerikansk dramatiker, manusförfattare och TV-producent. Hon skrev manuset till Ivan Reitmans film No Strings Attached och skapade komediserierna New Girl och Single parents. Hon medskapade Bless this Mess tillsammans med Lake Bell.